# قصر القاسم
قصر القاسم يقع في بلدة بيت وزن الواقعة في غرب مدينة نابلس بالضفة الغربية في فلسطين.

## لمحة تاريخية
شُيد قصر القاسم على مساحة بلغت 720 مترًا مربعًا في عام 1820 على يد الشيخ قاسم الأحمد الذي كان حاكماً لمنطقة جبال نابلس خلال الحقبة العثمانية، فكان القصر مقرا لإقامة آل القاسم. تدهورت حالة القصر شيئًا فشيئًا بسبب الزلازل التي ضربت المنطقة أكثر من مرة. وبدءًا من عام 2004، أصبح القصر يضم مركزاً لدراسات الحفاظ، والترميم، والإحياء الحضري والمعماري، كما تحول جزء منه إلى وحدة التخطيط الحضري والإقليمي التابعة لجامعة النجاح الوطنية.

## التصميم
بني قصر القاسم على الطراز المعماري العثماني من حجارة جُلبت من قلعة الجنيد القريبة من القصر، والتي هُدمت بأمر من والي الشام خلال حروبه، وأما قصارة الجدران كانت تتألف من الشيد والليف، التي كانت تعجن بالزيت بدلاً من الماء. يقع المدخل الرئيسي للقصر في الجهة الشمالية منه، وهو مدخل كبير مقوس الشكل يُطل على الطابق الأرضي، ويقود إلى ساحةٍ سماويةٍ مكشوفةٍ تحتوي على مجموعة غرفٌ وقاعات من بينها قاعة المحكمة، والسجن، وغرفة المشنقة، وأمام هذه القاعات والغرف تراصت أواوينٌ فواحة، ومصاطب حجرية، وبواباتٌ زُجاجية. يتألف مبنى قصر القاسم من ثلاثة طوابق مُقامة على عقود تحت الأرض. يحتوي الطابق الأرضي على غرف للضيوف وغرف للحرس، على حين يحتوي الطابق الأول على مقر إدارة الحكم، وغرف للنوم، وأما الطابق الثاني فكان مقرا لإقامة عائلة الشيخ القاسم الأحمد، ويتألف من خمسة أجزاء منفصلة للسكن تضم تسعة غرف لعائلة الشيخ مع عدة غرف صيفية مفتوحة، بينما كان الطابق الثالث يتميز بنوافذه المقوسة، وكان الشيخ يستخدمه كإيوان له.

## الترميم
تولت جامعة النجاح الوطنية ترميم القصر بالكامل في عام 2003 بدعم من الوكالة السويدية للتنمية والتعاون الدولي، وبالتعاون مع مركز رواق للمعمار الشعبي.